# 대통일 이론
양자장론에서 대통일 이론(大統一理論, grand unified theory, GUT)은 표준 모형을 확장하여 강력과 전약력을 통합하는 여러 이론 중 하나이다. 아직까지 대통일 이론 가운데 실험적으로 검증된 것은 없다.

## 도입 목적
표준 모형은 강력과 전약력을 다루지만, 이 두 힘 사에에는 별 연관성이 없다. 즉 그 대칭군은 단순히 강력의 대칭군과 전약력의 대칭군을 곱한 것에 불과하다. 전자기력과 약력이 높은 에너지에서 하나의 전약력으로 통합한다는 사실이 밝혀지자, 학자들은 강력과 전약력이 더 높은 에너지에서 하나의 힘으로 통합하고, 낮은 에너지에서 저절로 대칭이 깨지면서 서로 다른 힘으로 분리한다고 예측하였다. 실제로, 중력을 제외한 세 힘의 결합 상수를 계산하면, 높은 에너지에서는 하나의 값에 가까워진다. 이는 이 세 힘이 통일한다는 증거 중 하나다. 특히 초대칭을 도입하면, 세 결합 상수는 측정 오차 내에서 동일한 값으로 수렴한다.
이 밖에도 표준 모형은 몇가지 설명하기 힘든 성질을 가지고 있다. 예를 들어, 표준 모형에서는 3개의 세대가 있고, 또 쿼크의 전하는 1이 아니라 종류에 따라 1/3의 정수배의 값을 갖는다. 이런 종류의 표준 모형의 특성은 강력과 전약력을 통합하면 자연스럽게 설명할 수 있다. 특히, 대부분의 대통일 이론에서는 자기 홀극을 예측하는데, 이를 이용하여 전하가 양자화되는 이유를 설명할 수 있다.

## 특성
대통일 이론에서는 강력과 전약력을 통합하기 위하여 강력의 대칭군 SU(3)과 전약력의 대칭군 SU(2)×U(1)을 더 큰 대칭군(대통일군)으로 통합한다. 이를 정확히 어떻게 하는지는 이론에 따라 다르다. 이 대통일 대칭은 낮은 에너지에서는 보이지 않기 때문에, 이 대칭을 어떤 방식으로 깨뜨리고 이것을 자발성 대칭성 깨짐이라 한다. 하지만 자발적 대칭성 깨짐과 같은 특성들은 대통일 이론을 기술하는 이론이나 모형에 따라 다르게 설명된다.
대개 대통일 이론은 추가의 입자를 예측한다. 예를 들어 조자이 글래쇼 모형에서는 추가로 X보존과 Y보존이라는 두 종의 보존을 예측한다. 또 대부분의 경우 자기 홀극을 예측한다. 이들 입자는 일상적으로 보이지 않기 때문에, 그만큼 무거워야 한다.
이 이외에도, 대통일 이론은 대개 렙톤 수 및 바리온 수의 보존을 깨고, 양성자 붕괴를 예측한다.

## 종류
현재까지 학계에서 제창한 주요 대통일 이론은 하워드 조자이와 셸던 글래쇼의 SU(5) 이론, SO(10) 이론, 압두스 살람과 조게시 파티(Jogesh Pati)의 SU(4)×SU(2)×SU(2) 이론 따위다. 살람 피티 이론을 제외한 대부분의 대통일 이론은 양성자 붕괴를 예측하나, 이는 아직 어느 실험도 관찰하지 못하고 있다. 현재까지 어떤 대통일 이론도 실험적으로 검증되지 않았으며, 조자이-글래쇼 이론(의 가장 단순한 버전) 등 여러 이론은 실험적으로 반증되었다.

## 참고 문헌
- Ross, G. (1984). 《Grand Unified Theories》. Westview Press. ISBN 978-0-8053-6968-7.
- A. J. Buras, J. Ellis, M. K. Gaillard, D. V. Nanopoulos (1978). “Aspects of the grand unification of strong, weak and electromagnetic interactions”. 《Nuclear Physics B》 135 (1): 66–92. doi:10.1016/0550-3213(78)90214-6.
- Langacker, Paul (2012). “Grand unification”. 《Scholarpedia》 7 (10): 11419. doi:10.4249/scholarpedia.11419.

## 같이 보기
- 조자이 글래쇼 모형
- 파티 살람 모형
- SO(10) 모형
- 초대칭
- 자기 홀극
- 모든 것의 이론[1]
- 통일장이론